# 林多亚
林多亚是巴西圣保罗州的一个市镇。总面积48.6平方公里，总人口5657人，人口密度116.4人/平方公里。